# Tua per sempre (film 1943)
Tua per sempre (Hers to Hold) è un film del 1943 diretto da Frank Ryan. Ambientato al tempo della seconda guerra mondiale, racconta di una storia d'amore che unisce il romanticismo sentimentale alla propaganda rivolta ai comuni cittadini americani per lo sforzo bellico.

## Produzione
Il film fu prodotto dall'Universal Pictures.

## Distribuzione
Distribuito dall'Universal Pictures, il film uscì nelle sale cinematografiche USA il 16 luglio 1943.